# Vụ tai nạn Chosonminhang Ilyushin Il-62 1983
Vào ngày 1 tháng 7 năm 1983, một tai nạn máy bay xảy ra với chiếc Ilyushin Il-62M thuộc hãng hàng không Chosonminhang của CHDCND Triều Tiên. Tai nạn xảy ra khi máy bay đâm vào một khu vực núi đồi ở quốc gia Guinea, tại Tây Phi. Tất cả 23 người trên máy bay đều thiệt mạng trong vụ tai nạn đau lòng này. Chiếc máy bay đang thực hiện chuyến bay từ Bình Nhưỡng với nhiệm vụ vận chuyển hàng hóa xây dựng và một số công nhân, chuẩn bị cho hội nghị thượng đỉnh của Tổ chức Thống nhất Châu Phi vào năm 1984.

## Máy bay và chuyến bay
Chiếc Ilyushin Il-62M có số hiệu P-889 được chế tạo bởi Liên Xô và sản xuất tại Nhà máy Hàng không Kazan vào đầu năm 1981. Sau đó, nó được bán cho hãng hàng không quốc gia của Bắc Triều Tiên, Chosonminhang (hiện nay được gọi là Air Koryo), cũng trong năm 1981. Trong quá trình sử dụng, chiếc máy bay này không ghi nhận bất kỳ sự cố nào trước đó, trừ việc một chuyến bay cất cánh đã bị hủy bỏ vào năm 1982 do một cửa hầm hàng hóa vô tình bị mở.
Vào ngày 1 tháng 7 năm 1983, P-889 đang vận chuyển vật liệu xây dựng cùng với một số công nhân và kỹ thuật viên từ Bình Nhưỡng, Bắc Triều Tiên đến Guinea để hoàn thành công trình trước hội nghị Thống nhất Châu Phi lần thứ hai mươi dự kiến diễn ra ở Conakry, Guinea vào tháng 5 năm 1984. P-889 đã thực hiện hai điểm dừng trung gian để nạp nhiên liệu, lần lượt tại Kabul và Cairo, trước khi tiếp tục hành trình đến Guinea.

## Tai nạn và hậu quả
Vào ngày 1 tháng 7 năm 1983, chiếc P-889 đã gặp tai nạn và rơi trong khu vực núi cao Fouta Djallon ở Guinea, gần thị trấn Labé, cách sân bay quốc tế Conakry khoảng 160 dặm về phía tây bắc. Tất cả 23 người trên máy bay đã thiệt mạng. Đây là vụ tai nạn đầu tiên gây tử vong cho hãng hàng không này. Thông tin về vụ tai nạn lan truyền chậm do khó khăn trong việc tiếp cận hiện trường tai nạn ở vùng xa xôi. Mặc dù nguyên nhân vụ tai nạn chưa được công bố công khai, nhưng nghi ngờ rằng lỗi của phi công kết hợp với sự mệt mỏi đã gây ra vụ tai nạn.
Ngay sau vụ tai nạn, đoàn đại biểu cấp cao của chính phủ Guinea đã đi công du đến Bắc Triều Tiên để gửi lời chia buồn chính thức tới Kim Nhật Thành.